# Guernini
Guernini là một đô thị thuộc tỉnh Djelfa, Algérie. Dân số thời điểm năm 2002 là 4.038 người.